# Krebsbach (Largue)
Der Krebsbach (französisch: Ruisseau le Krebsbach) ist ein Bach im Osten von Frankreich, der im Département Haut-Rhin der Region Grand Est südwestlich der Stadt Mulhouse verläuft.

## Geographie

### Verlauf
Der Krebsbach entspringt unter dem Namen Spechbach im nordöstlichen Gemeindegebiet von Soppe-le-Bas, entwässert generell Richtung Südost und quert im Oberlauf die Autobahn A36. Bei Spechbach-le-Haut nimmt er von links seinen Zufluss Ruisseau d’Ammertzwiller auf und ändert ab hier seinen Namen auf Krebsbach. Nach insgesamt rund 15 Kilometern mündet er im Gemeindegebiet von Heidwiller als linker Zufluss in die Largue.

### Zuflüsse
(Reihenfolge in Fließrichtung)
- Ruisseau d’Ammertzwiller (rechts) 5,67 km

### Orte am Fluss
(Reihenfolge in Fließrichtung)
- Burnhaupt-le-Bas
- Bernwiller, Gemeinde Bernwiller
- Spechbach-le-Haut, Gemeinde Spechbach
- Spechbach-le-Bas, Gemeinde Spechbach